# Randy Schekman
Randy Schekman (Saint Paul, Minnesota; 30 de diciembre de 1948) es un biólogo celular e investigador científico estadounidense galardonado con el Premio Nobel de Medicina 2013.
Es hijo de inmigrantes alemanes y pasó sus primeros años en la ciudad de Saint Paul, donde ejerció diversos oficios para pagar sus estudios. Realizó un pregrado en biología en el campus de Truckee (Estados Unidos) de la Universidad de California. Posteriormente un doctorado de la Universidad de Stanford, institución en la que también realizó una tesis posdoctoral sobre la duplicación del ADN y actualmente es profesor de la Universidad de Berkeley. Desde el 1992 es miembro vitalicio de la Academia Nacional de Ciencias de Estados Unidos.
En el 2013, se le otorgó el Premio Nobel de Medicina junto a James E. Rothman y Thomas C. Südhof por sus estudios sobre el funcionamiento del tráfico en la vesícula celular.
Ha criticado fuertemente la burocracia científica y el peso de los negocios y los intereses personales en el campo de la investigación, así como el sesgo que existe a la hora de evaluar los trabajos, donde alega que las publicaciones en revistas de fama internacional es un requisito para ascender en la jerarquía profesional. Citó, amén de otros ejemplos, la revista Science, donde había publicado el propio artículo que lo hizo merecedor del Nobel.